# کلچی نواکالی
کلچی نواکالی (انگلیسی: Kelechi Nwakali؛ زادهٔ ۵ ژوئن ۱۹۹۸) بازیکن فوتبال است.
از باشگاه‌هایی که در آن بازی کرده‌است می‌توان به باشگاه فوتبال آرسنال، باشگاه فوتبال ام‌وی‌وی ماستریخت، باشگاه فوتبال پورتو، باشگاه فوتبال فنلو، و باشگاه فوتبال ام‌وی‌وی ماستریخت اشاره کرد.
وی همچنین در تیم‌های ملی فوتبال زیر ۱۷ و ۲۱ سال نیجریه بازی کرده‌است.